# Sandra Añares
Sandra Añares Tarazón (Valencia, 1987-21 de agosto de 2015), fue una deportista y boxeadora española.
Nació con fibrosis quística y se inclinó al deporte para superar sus problemas de respiración. Fue miembro del Club Boxeo Sedaví.
En el boxeo solo tuvo una derrota y fue ante la Campeona de España Zuriñe Zelaya. Añares fue Campeona de boxeo de la Comunidad Valenciana.
Falleció el 21 de agosto de 2015 a los 28 años.